# Condado de Holmes (Ohio)
O Condado de Holmes é um dos 88 condados do estado americano de Ohio. A sede do condado é Millersburg, e sua maior cidade é Millersburg. O condado possui uma área de 1 098 km² (dos quais 3 km² estão cobertos por água), uma população de 38 943 habitantes, e uma densidade populacional de 36 hab/km² (segundo o censo nacional de 2000). O condado foi fundado em 1825.